# برش عمودی

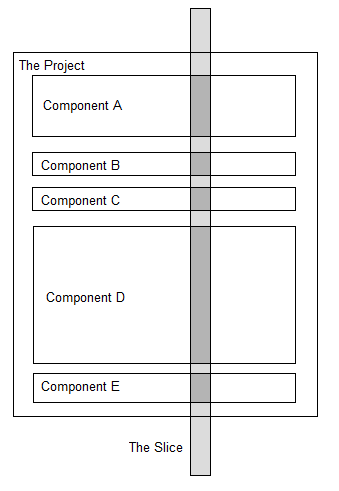
پروژه برش عمودی

برش عمودی (به انگلیسی: Vertical slice) نوعی مقاله، معیار، یا محدودیت زمانی | مهلت است. با تأکید بر نشان دادن پیشرفت در همه اجزای یک پروژه ممکن است در صنعت بازی های ویدیویی منشأ گرفته باشد.
اصطلاح «برش عمودی» به یک برش مقطعی از لایه‌هایی که ساختار پایه کد نرم‌افزار را تشکیل می‌دهند اشاره دارد. این بیشتر در اصطلاحات توسعه نرم افزار (Scrum) استفاده می شود که در آن کار از نظر ویژگی ها (یا داستان ها) برنامه ریزی شده است. به عنوان مثال، به عنوان یک رویکرد بسیار اساسی، یک پروژه نرم افزاری ممکن است از سه لایه (یا جزء) تشکیل شده باشد: 
- لایه دسترسی به داده. (لایه پایین)

- لایه منطق تجاری. (لایه وسط)

- واسط کاربری. (لایه بالا)

در این رویکرد رایج، یک برش عمودی به معنای کمی از هر لایه است. دوباره به عنوان مثال، یک درخواست ویژگی جدید مانند "نمایش اطلاعات x در صفحه اصلی" حاوی این بیت های کاری است: 
- در UX/UI که اطلاعات را نمایش می دهد کار کنید

- برای تبدیل اطلاعات در لایه سرویس کار کنید

- برای ذخیره / واکشی اطلاعات در لایه پایگاه داده کار کنید.